# Atomizer
Atomizer è l'album d'esordio dei Big Black pubblicato nel 1986 per la Homestead Records, preceduto solo da EP.
È stato in origine pubblicato solo come LP, sulle note di copertina sono spiegate le storie che hanno portato alla realizzazione di quasi tutti brani. È stato edito nel 1987 su CD nella raccolta The Rich Man's Eight Track Tape che comprendeva anche l'EP Headache e il singolo Heartbeat.
L'album raggiunse il 197º posto nella classifica di Billboard.
L'album viene valutato dalla critica tra i più importanti dischi di noise rock di sempre.

## Tracce
Tutti i brani sono stati scritti dai Big Black.
1. Jordan, Minnesota
2. Passing Complexion
3. Big Money
4. Kerosene
5. Bad Houses
6. Fists of Love
7. Stinking Drunk
8. Bazooka Joe
9. Strange Things
10. Cables (live)

## Formazione
- Steve Albini - chitarra, voce, programmazione
- Santiago Durango - chitarra
- Dave Riley - basso
- Iain Burgess - ingegnere del suono